# Джибутийско-сомалийские отношения
Джибутийско-сомалийские отношения (сомал. Xiriirka Jabuuti-Soomaaliya) — двусторонние дипломатические отношения между Сомали и Джибути. Протяжённость государственной границы между странами составляет 61 км.

## История
Джибути и Сомали издавна поддерживают тесные отношения по причине культурной и демографической общности: большинство населения в обеих странах — сомалийцы, большая часть жителей в обеих странах говорят на сомалийском.
Во время Войны за Огаден власти Джибути предоставляли властям Сомали военных разведчиков.
После начала гражданской войны в Сомали Джибути, являясь центром Межправительственного органа по вопросам развития, принимал активное участие в продвижении мирного процесса в Сомали путём посредничества между сторонами конфликта. В 2000 году в Джибутском городе Арта состоялись мирные переговоры между двумя главными противоборствующими сторонами гражданской войны в Сомали — Переходным федеральным правительством Сомали и Альянсом нового освобождения Сомали.
В 2012 году, после принятия новой конституции и создания Федерального правительства Сомали делегация Джибути присутствовала на церемонии инаугурации нового президента Сомали.